# Frosktjärnen, Härjedalen
Frosktjärnen är en sjö i Härjedalens kommun i Härjedalen och ingår i Ljusnans huvudavrinningsområde.